# Сима (провинция)

Провинция Сима на карте Японии со старым административным делением (выделена красным).

Провинция Сима (яп. 志摩国 сима но куни, «Страна Сима» или 志州 сисю:, «провинция Сима») — историческая провинция Японии в регионе Кинки на острове Хонсю. Соответствует одноимённому полуострову в восточной части префектуры Миэ.

## История
Провинция Сима была образована в VIII веке. Её административный центр, вероятно, находился в городе Аго.
Издревле провинция Сима славилась морепродуктами. Её обязанностью было поставлять рыбу и другие дары моря к императорскому столу.
С XIII века провинцией Сима правил род Ходзё, а с XV века — род Китабатакэ. В XVI веке на территории провинции были сформированы пиратские отряды под предводительством рода Куки. Их флот помогал Оде Нобунаге в войне против рода Мори и буддистов монастыря Исияма Хонган-дзи.
В период Эдо (1603—1867) в провинции Сима было создано владение Тоба-хан, которое поочерёдно принадлежало родам Куки, Найто, Мацудайра и Инагаки.
В результате административной реформы 1872 года провинция Сима вошла в состав префектуры Миэ.

## Уезды провинции Сима
- Аго (яп. 英虞郡)
- Тоси (яп. 答志郡)